# Knipe Point
Knipe Point – wieś w Anglii, w hrabstwie North Yorkshire, w dystrykcie (unitary authority) North Yorkshire. Leży 57 km na północny wschód od miasta York i 305 km na północ od Londynu.